# 須田開代子
須田 開代子（すだ かよこ、1938年〈昭和13年〉8月2日 - 1995年〈平成7年〉11月20日）は、日本のプロボウリング選手。東京都出身。
ライセンスナンバー1の女子第1期生。日本国内初の女子プロボウラーとしても知られる。通算タイトル43勝。永久シード権者。永久A級ライセンス取得者第1号。川崎スターレーン→日本ブランズウィック社所属。ジャパンレディースボウリングクラブ（JLBC）初代代表。JPBA日本プロボウリング協会元副会長。

## 来歴・人物
東京都中野区で次女として生まれる。物心ついたときには父が亡くなっており、母が賄い婦として夜遅くまで働いて女手一つで一家の生活を支えていた。それでも生活は貧しく、母は一人晩酌しながら「並みの人間じゃダメなんだよ開代子、並みの人間じゃ私みたいに苦労するよ」とよく言い聞かせていた。このような幼少期の経験から須田の人一倍負けず嫌いでハングリーな性格が育まれた。
1957年（昭和32年）横浜市立横浜商業高等学校卒業後に外資系貿易会社へ就職。
ボウリングとの出会いは25歳の頃に勤務先がボウリング球を輸入していた為に自社の取り扱い商品を知る事も必要だろうと上司から誘われてボウリング場へ出掛けることになった。これをきっかけに競技ボウリングの面白さを知った須田は約2年でアマチュア日本一に輝く。
1967年（昭和42年）の第1回全日本選抜選手権で優勝。この頃に鹿児島からやってきた中山律子の投球を初めて見た須田は脅威を感じたという。
1969年（昭和44年）、第一回女子プロテストでトップの成績で合格しプロ入り。ライセンスNo.1を獲得する。同期の中山律子・石井利枝・並木恵美子と共に、高度成長期を背景にボウリングブームを支えた。この年に受験したのは45名で合格したのは13名だった。1970年8月、中山律子が女子プロ初のパーフェクトゲームを達成し世間の注目を浴びる一方、須田は同年に公式戦6連勝を達成するも世間からは「女王」としての注目度は上がらなかった。
1971年（昭和46年）1月に一旦ボウリングを忘れようと姉が住むアメリカへ渡る。渡米後は姉の自宅で休養を取りつつもボウリングへの情熱は抑えきれず現地のプロボウラーに指導を仰ぎ練習を続けていた。また、整形手術を受けたのもこの頃で、帰国後はくっきりとした二重まぶたと通った鼻筋に顔立ちが変わり、また派手なユニフォームで登場してファンを驚かせた。この事は週刊誌の記事にもなった。
1973年（昭和48年）のオイルショックによりボウリングブームが一気に下火になる中、1976年（昭和51年）に女性だけのボウリング団体「ジャパンレディースボウリングクラブ」を設立。自ら初代代表に就任し、ボウリング業界復興に尽力した。本人の意向で会長とは名乗らず、須田開代子の死後、1996年に代表に就任した藤原清子より会長となる。中山律子を経て、2018年からは石井利枝が会長をしている。
1974年（昭和49年）に男子プロボウリング選手だった西城正明と結婚。須田は歌手の田谷力三のファンであり、西城との結婚式では田谷が式中で歌った。1978年3月に男児を出産の後、1979年に別居状態になる。
1985年（昭和60年）2月、たまたま受けた人間ドックで胃癌が見つかる。これまで病気一つしたことが無く突然の癌宣告にショックを受けた須田は遺書をしたためていたが、このままではダメだと思い直し必ず生還すると心に決めた。入院の後4時間半の手術で胃の4分の3を切除するも食欲旺盛で経過も順調だったこともあり1か月で退院の後すぐに練習を再開、約5ヵ月でトーナメントに復帰する。復帰戦は8月開催の第6回全日本ミックスダブルストーナメントで西城と夫婦ペアで出場し準優勝の成績だった。
1985年離婚。離婚原因はボウリングにすべてを賭ける須田とボウリングを半ば諦め他の事業を始めようとする西城とですれ違いが生じたためと言われる。須田は西城が事業を始めることに猛反対していた。
1987年（昭和62年）の第10回イーグルクラシックで優勝。43勝目を挙げるがこれが生涯最後のタイトルになった。しかし、プロ競技生活では念願だった公認パーフェクトゲームを達成することは叶わなかった。
1995年（平成7年）、喉に違和感を感じ診察を受けたところ食道癌が見つかる。この時にはすでに病状が進んでおり、医師は告知しないつもりでいたが、須田の強い希望で事実が告げられた。その後手術と抗がん剤治療で約2か月間の入院の後、新しい治療法を求めて再び姉の住むアメリカへ渡る。同年11月20日、療養先のアメリカバージニア州内の病院にて心不全のため死去。享年58（57歳没）。それから約一か月後の12月19日、品川プリンスホテルボウリングセンターにて「ボウリング合同葬」が開催され、ユニフォーム姿の約100名のプロボウラーの他、全国のファンや著名人など約2800名が弔問に訪れた。葬儀では生涯のライバルとしていた中山律子が弔辞を読み上げた。戒名は「慈鳳院妙開日修大姉」。墓石の横には自身の座右の銘「生涯青春」の文字が彫られた石碑が建てられている。

## エピソード
- 1971年、映画『起きて転んでまた起きて』（東京映画）にプロボウラー役として出演した。
- テレビ東京のザ・スターボウリングにレギュラー出演し、「ナイスカン！」「厚い！」「ブルックリン！」「パンチアウト！」などのボウリング用語を用いたわかりやすい解説とワンポイントレッスンが好評を得ていた。また元夫の西城正明との共演も見られた。
- 1995年12月19日に開催された品川プリンスホテルボウリングセンターでの「ボウリング合同葬」ではプリンスカップのスポンサー、西武グループが会場を無償で提供した。
- 1996年3月1日、朝日放送のドキュメント番組、驚きももの木20世紀で「炎のプロボウラー・須田開代子」が放送された。番組内では西城正明や中山律子のほか須田の長男も出演し生前のエピソードを語った。
- 2017年、日本プロボウリング協会が設立50年を迎え「日本プロボウリング殿堂」を設立、2017年度表彰に選ばれた[3]。

## テレビ番組
- レディズ・チャレンジボウル（NETテレビ→テレビ朝日）
- ザ・スターボウリング（テレビ東京）
- 驚きももの木20世紀（朝日放送）

## 著書
- 『レーンがライバル 開代子ボウルのすべて』（文化出版局） 1971年、全国書誌番号:75063487
- 『須田開代子のストライクボウリング』（学習研究社） 1971年、全国書誌番号:75063704
- 『ボウリング入門』（小学館、小学館入門百科シリーズ） 1972年
- 『図解コーチ ボウリング』（成美堂出版） 1985年3月、ISBN 4-415-00378-8
- 『ガンといわれて…』（日本文化出版） 1986年1月、ISBN 493103361X

## 関連文献
- 笹山生子 著『須田開代子という生き方 世界一ボウリングを愛した女（ひと）』 チクマ秀版社、2000年、ISBN 480500374X